# 角澤照治
角澤 照治（かくざわ てるじ、1971年3月11日 - ）は、テレビ朝日のエグゼクティブアナウンサー。

## 経歴
生い立ち、教育など
実家は寺院。東京都中央区出身。
聖光学院高校（神奈川）、慶應義塾大学経済学部卒業。
職務経歴
1993年にテレビ朝日入社。
1993年4月 - 1996年3月に『大相撲ダイジェスト』を担当。
1996年10月3日から『ニュースステーション』のスポーツコーナーのキャスターを、歴代スポーツキャスターの中で最も長期間に渡って務め、さらに古舘伊知郎の休暇時には代理の（メイン）キャスターも務めた。他にも出演多数（→#過去の出演番組）。
ニュース番組のほかに、テレビ朝日系列のサッカー中継（主に日本代表戦）で実況中継を担当している。2002 FIFAワールドカップグループリーグ第3戦・対チュニジア戦、2006 FIFAワールドカップグループリーグ第2戦・対クロアチア戦の実況を担当。

## 人物
- 幼い頃から古舘伊知郎に憧れていた[3]。
- サッカーや駅伝などの実況はこなすが、プロ野球の実況はしない。
- フィギュアスケートの実況において絶叫を繰り返し、上司の同局アナウンサー森下桂吉ともども非常に多くの苦情を受けたと対談で語っている[4]。絶叫に関して、これはテレビ朝日の指示によるものであり、本人はあまり絶叫はしたくなかったという[5]。
- スポーツを多く担当するアナウンサーであるが、実は運動が全般的に苦手。かつて「プロ野球ってナンだ?」では、「スポーツ音痴アナ」として運動音痴を克服する企画が数多く組まれていた。
- 愛称は「かくさん」。また古舘伊知郎や川平慈英からは『かくちゃん』とも呼ばれている。
- 趣味：歴史散歩、相撲観戦[2]
- 資格：英語検定準1級
- 家族：2010年5月26日に一般女性と結婚。

## 出演番組
報道・情報番組
| 期間       | 期間      | 番組名                             | 役職                                           | 備考                                        |
| ---------- | --------- | ---------------------------------- | ---------------------------------------------- | ------------------------------------------- |
| 1996年4月  | 1996年9月 | 邦子がタッチ                       | アシスタント                                   |                                             |
| 1996年10月 | 1997年3月 | ニュースステーション               | スポーツキャスター                             |                                             |
| 1997年4月  | 2002年6月 | ニュースステーション               | 月～木曜日スポーツキャスター                   |                                             |
| 1998年4月  | 2001年3月 | GET SPORTS                         | 進行役                                         |                                             |
| 2001年4月  | 2002年3月 | ベストポジションSPORTS             | サブキャスター                                 |                                             |
| 2002年4月  | 2008年9月 | やべっちFC～日本サッカー応援宣言～ | サブキャスター                                 |                                             |
| 2002年7月  | 2004年3月 | ニュースステーション               | 月～水曜日スポーツキャスター                   |                                             |
| 2004年4月  | 2009年9月 | 報道ステーション                   | レポーター兼古舘伊知郎の代行キャスター         |                                             |
| 2009年10月 | 2011年6月 | ワイド!スクランブル                | 『ニュース1』『活字ナビ』『コレ何?玉手箱』担当 | いずれも月～水曜日担当                      |
| 2011年7月  | 2013年9月 | やじうまテレビ!                    | 平日スポーツキャスター                         | 2012年4月からは、担当曜日を火～金曜日に縮小 |
| 2012年4月  | 2013年9月 | あさナビ                           | 司会                                           |                                             |
| 2013年10月 | 2020年4月 | グッド!モーニング                  | 月～木曜日スポーツキャスター                   |                                             |
| 2020年4月  | 現在      | グッド!モーニング                  | 月～水曜日スポーツキャスター                   |                                             |
| 2022年4月  | 現在      | ラブ!!Jリーグ                      | ナレーター                                     |                                             |

その他
- 大相撲ダイジェスト（1993年4月 - 1996年3月）
- ダチョーン倶楽部（1994年7月 - 1995年3月）
- 27時間チャレンジテレビ（1997年「夢ザウルス」コーナー実況）
- 世界水泳選手権大会（2001福岡、2003バルセロナ、2005モントリオール）
- マツコ&有吉の怒り新党（深夜時代、ナレーター）

## 出演映画
- 映画ドラえもん 新・のび太と鉄人兵団 〜はばたけ 天使たち〜（マンティス 役〈声の出演〉、2011年）
- ラストレシピ〜麒麟の舌の記憶〜（劇中映像実況、2017年）

## 同期アナウンサー
- 坪井直樹（大学の同級生）
- 大下容子（同上）
- 丸川珠代（現・自由民主党参議院議員）